# Mussa
Mussa is een geslacht van koralen uit de familie Mussidae.

## Soorten
- Mussa angulosa (Pallas, 1766)

## Nomina dubia
- Mussa crassidentata Rehberg, 1892, nomen dubium
- Mussa dipsacea Dana, 1846, nomen dubium
- Mussa fragilis Dana, 1846, nomen dubium
- Mussa grandis Milne-Edwards, 1857, nomen dubium
- Mussa laciniata Tenison-Woods, 1879, nomen dubium
- Mussa umbellata Brüggemann, 1879, nomen dubium